# فوجیوارا نو کنشی (۱۲۲۹-۱۱۵۵)
فوجیوارا نو کنشی (به ژاپنی: 藤原 兼子 ふじわら の けんし)، تولد ۱۱۵۵ - مرگ ۵ سپتامبر ۱۲۲۹ - یک زن در دوره کاماکورا شوگون‌سالاری کاماکورا بود. او ندیمه امپراتور گوتوبا بود.
در سال ۱۲۰۲، با مرگ میناموتو نو میچیچیکا و قوی‌تر شدن دیکتاتوری امپراتور بازنشسته گوتوبا، کنشی، همراه با نوریمیتسو، به عنوان دستیار نزدیک اهمیت بیشتری پیدا کرد و قدرتمند شد. به گفته "Meigetsu-ki"، میچیچیکا تا سال قبل قدرت واقعی را در دست داشت، اما در آن سال، همه چیز طبق خواست امپراتور بازنشسته انجام شد و به جای میچیچیکا، بانیشوکوی سال جدید در سال ۱۲۰۳ انجام شد. گفت که کنشی، همسر مرد دست راست، مسئول است.
شوهرش، مونیوری، سه سال پس از ازدواجشان، در سال جدید کنن 3 (1203) درگذشت.
کنشی که به قدرت خود افتخار می‌کرد، چندین مرد از جمله برادر کوچکتر میچیچیکا، میچیسوکه میناموتو، به سراغ او رفتند و در همان سال، کنشی دوباره با وزیر دایجو، یوریزان اومیکادو، ازدواج کرد.